# 略圣阿芒
略圣阿芒（法語：Lieu-Saint-Amand，法語發音：[ljø sɛ̃.t‿amɑ̃]）是法国上法蘭西大區北部省的一个市镇，属于瓦朗谢讷区。

## 地理
略圣阿芒（50°16'23"N, 3°20'43"E）面积5.11 平方千米，位于法国上法蘭西大區北部省，该省份为法国最北部的省份及最长的省份，西北濒北海，西接加来海峡省，南至埃纳省和索姆省，东与比利时接壤。
与略圣阿芒接壤的市镇（或旧市镇、城区）包括：埃斯科河畔讷维尔、阿韦讷勒塞克、布尚、奥尔丹、塞勒河畔努瓦耶勒。

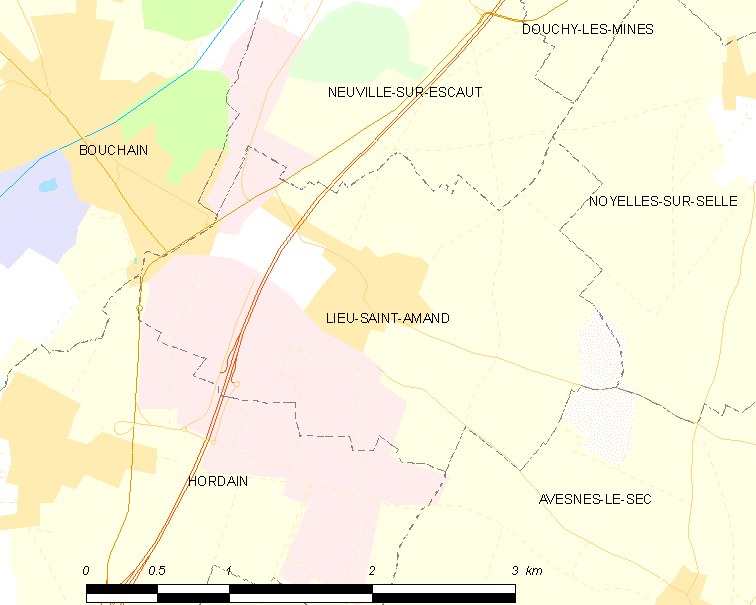
略圣阿芒的OSM定位图

略圣阿芒的时区为UTC+01:00、UTC+02:00（夏令时）。

## 行政
略圣阿芒的邮政编码为59111，INSEE市镇编码为59348。

## 政治
略圣阿芒所属的省级选区为德南县。

## 人口

1962-2008年间略圣阿芒人口变化图示

略圣阿芒于2022年1月1日时的人口数量为1464人。